# Udice
Udice je sestava rybářského vybavení a doplňků, která se používá k lovu ryb. Slovo udice nebo udička je také zastaralý název pro rybářský háček.

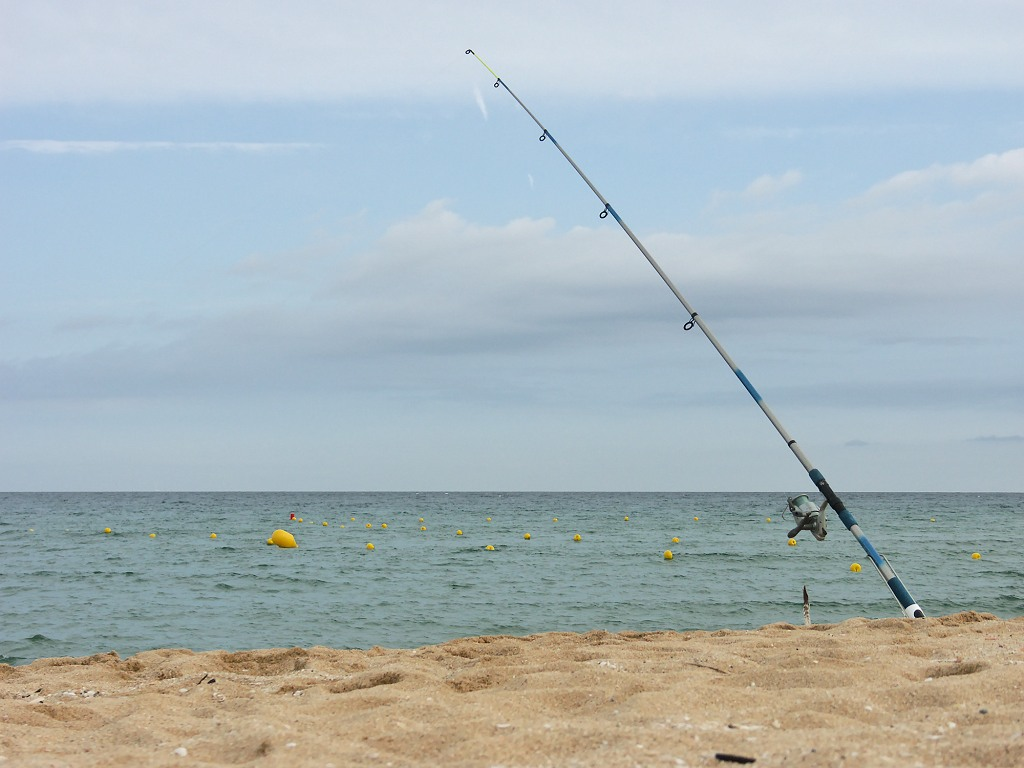
Udice

Udice slouží především k těmto účelům:
- umístění nástrahy do vhodného místa ve vodě
- manipulace s nástrahou během lovu
- indikace záběru ryby
- zaseknutí a zdolávání ryby

## Součásti
Součásti udice se značně liší v závislosti na použitém rybolovném způsobu. Za základní lze považovat tyto:
- rybářský prut
- vlasec nebo muškařská šňůra
- háček